# Charles Filiger
Charles Filiger   (Thann, 28 de novembre de 1863 - Plougastel-Daoulas i Brest, 11 de gener de 1928) va ser un pintor simbolista francès. Va ser un dels artistes que es va associar amb Gauguin a Pont-Aven a la Bretanya.

## Biografia
Fill d'un fabricant de papers pintats a Mulhouse, Filiger va estudiar primerament arts decoratives abans d'especialitzar-se en pintura a l'Académie Colarossi de París. Va exposar al Salon des Indépendants el 1889 i el 1890. Va arribar a Pont-Aven el 1888 i es va dirigir a Le Pouldu allotjant-se a la Buvette de la Plage, on Gauguin també estava convidat. Altres artistes que es van unir a la colònia a finals de la dècada de 1880 i principis de la dècada de 1890 van ser Paul Sérusier, Charles Laval, Meyer de Haan, Armand Séguin, Henry Moret i Émile Jourdan. A partir del 1890, va rebre un pagament mensual de 100 francs del patró dels artistes, el comte Antoine de La Rochefoucauld, que va poder seleccionar per a ell les millors obres de Filiger mentre que la resta es van exposar a Le Barc de Boutteville, Le Salon de la Rose + Croix i altres galeries de París.
Després de la marxa de Gauguin el 1895, els altres artistes aviat es van dispersar. Filiger feia moviments freqüents a la zona. Després que La Rochefoucauld va rescindir la seva paga mensual, va viure en la pobresa a Kersulé, un llogaret proper a Le Pouldu. Es va convertir en un alcohòlic i es drogava amb èter. Després d'un període hospitalari el 1905, va passar quatre anys en una petita fonda de Gouarec. Trencant els seus llaços amb amics i familiars, des del 1911 va viure a Arzano. El 1914, la seva germana va pagar la seva pensió en un hotel de Trégunc. Quan els propietaris es van traslladar a Plougastel l'any següent, es va mudar amb ells la resta de la seva vida. Va morir alcohòlic el gener de 1928 després de ser hospitalitzat a Brest.

## Art
André Breton, que va comprar diverses obres de Filiger, el considerava un surrealista, no estrictament dins de l'escola Pont-Aven. Tampoc Émile Bernard el va veure com un deixeble de Gauguin, caracteritzant-lo com una barreja de formes d'art populars romanes d'Orient i bretones. A Pont-Aven va romandre místic i reclús. La zona va proporcionar un terreny fèrtil per a les seves imatges místiques. De fet, el seu enfocament geomètric i els seus rostres inexpressius en temes com Virgin and Child (1892) mostren el seu interès per la pintura italiana primerenca i la tradició italiana. Els seus paisatges, per exemple Breton Shore, reflecteixen la qualitat i la simplificació abstractes de Gauguin. Jan Verkade, que el va conèixer a Le Pouldu, va comentar: «Va produir molt poc, però he vist uns guaixos molt bonics; són principalment pintures religioses, que recorden les obres italianes romanes d'Orient i primitives, però bastant personals i bastant modernes».

## Obres seleccionades
- Plage au Pouldu (c. 1890), col·lecció privada
- Tête d'homme au béret bleu (1892), Museu de Pont-Aven
- Le génie à la guirlande (1892), Museu de Belles Arts de Quimper
- Paysage du Pouldu (c. 1892), Museu de Belles Arts de Quimper
- Christ au jeune Breton (1895), col·lecció privada
- La chapelle au Christ couronné d'épines (c. 1903-1905), Museu del Louvre
- Sainte Pleureuse et ange musicien (recto-verso) (1890 i 1892), Museu d'art contemporani, Estrasburg.

## Galeria

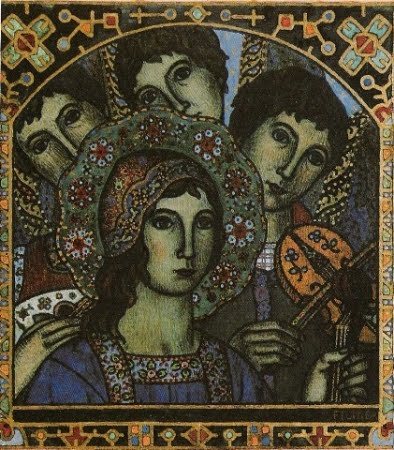
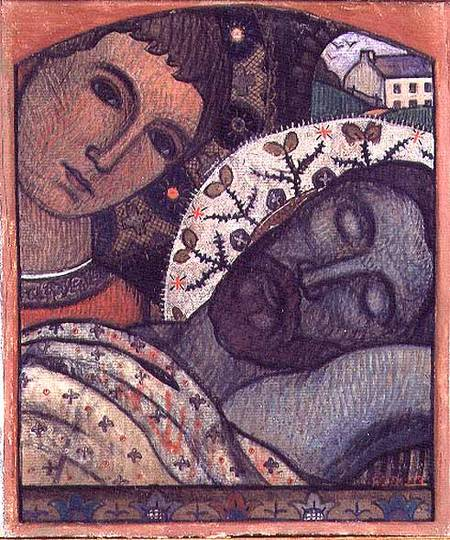
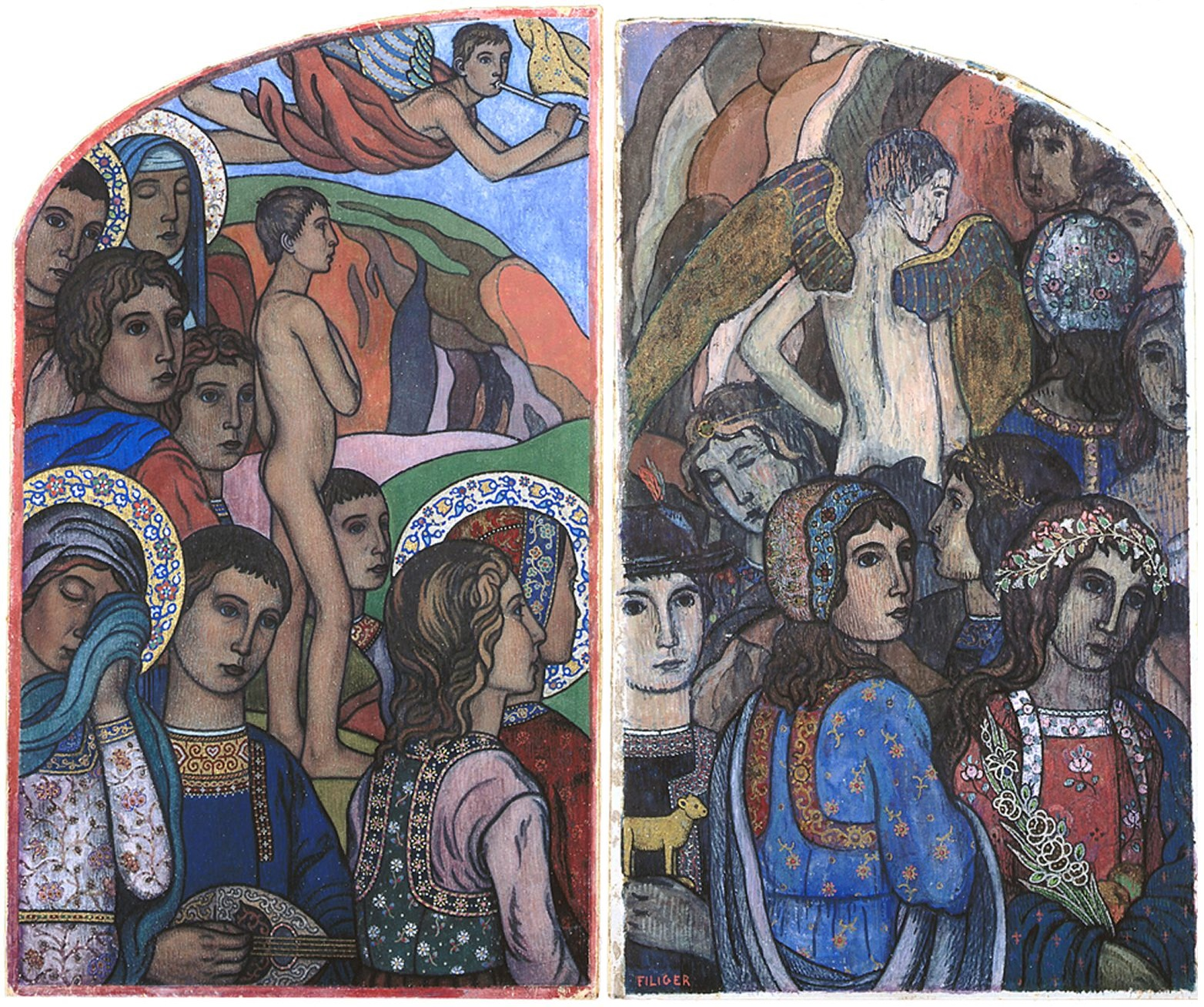